# M86 (astronomia)
M 86 (nota anche come NGC 4406) è una galassia lenticolare visibile nella costellazione della Vergine; fu scoperta da Charles Messier nel 1781 e appartiene all'Ammasso della Vergine. Fa coppia con la vicina galassia M84, con cui condivide pure l'aspetto e parte delle caratteristiche fisiche.

## Osservazione

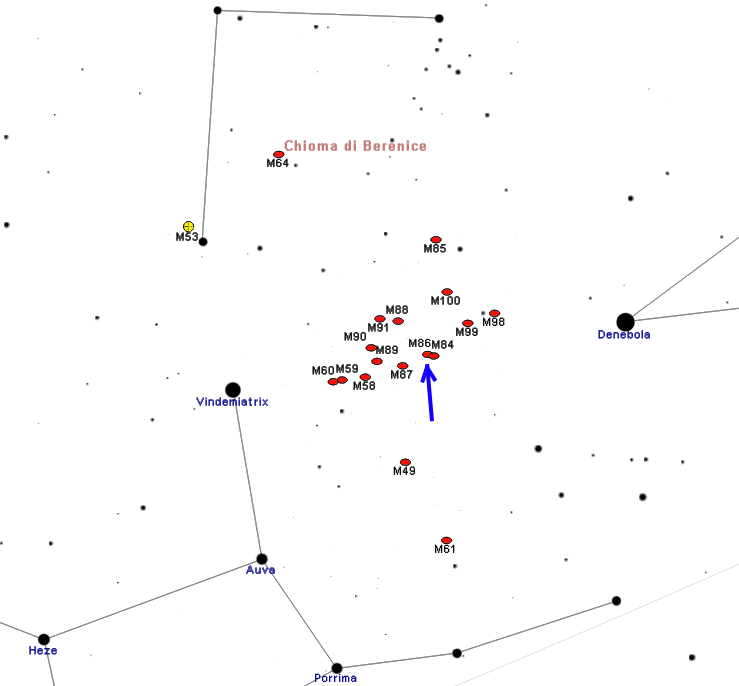
Mappa per individuare M86.

M86 si trova in una regione di cielo priva di stelle di riferimento, fra le costellazioni della Vergine e della Chioma di Berenice; si può individuare quasi a metà via partendo dalla stella Denebola e raggiungendo Vindemiatrix. Fa coppia con M84, con cui appare visibile in quasi tutti gli oculari a medio campo montati su un telescopio amatoriale fino a 150mm di apertura; al binocolo invece è osservabile solo in casi di cieli perfettamente nitidi e in condizioni atmosferiche ottimali, sebbene sia leggermente più luminosa della compagna. L'alone diventa ben visibile con strumenti da 200mm di apertura, in cui si mostra come una macchia chiara che sfuma gradualmente sul fondo cielo; il nucleo appare invece brillante. Nei dintorni è possibile osservare anche numerose altre galassie, come NGC 4388 e NGC 4402.
M86 può essere osservata con facilità da entrambi gli emisferi terrestri e da tutte le aree abitate della Terra, grazie al fatto che la sua declinazione non è eccessivamente settentrionale; dalle regioni boreali è maggiormente osservabile e si presenta estremamente alto nel cielo nelle notti di primavera, mentre dall'emisfero australe appare mediamente più basso, ad eccezione delle aree prossime all'equatore. Il periodo migliore per la sua osservazione nel cielo serale è quello compreso fra marzo e agosto.

## Storia delle osservazioni
Charles Messier fu il primo ad osservare questa galassia, che la descrisse come una nebulosa tonda e senza stelle, con un centro brillante e circondato da un alone debole; la inserì nel suo catalogo col numero 86; John Herschel la descrisse assieme alla vicina M84 come una nube molto brillante larga e di forma rotondeggiante, molto luminosa al centro e non risolvibile.

## Caratteristiche
La distanza di questa galassia è stata in dubbio per lungo tempo, dato che mostra una velocità radiale in avvicinamento a noi di 419 km/s, in forte contrasto con quello medio dell'Ammasso della Vergine, che è in via di allontanamento: si è infatti sospettato che si trattasse di un membro fuoriuscito dall'ammasso e visibile dunque in primo piano; il suo moto nello spazio la sta portando esattamente nella nostra direzione. Probabilmente ciò è dovuto alla forte azione gravitazionale dello stesso ammasso di galassie, che le avrebbe conferito una direzione anomala a seguito di un transito ravvicinato presso il suo centro. Secondo la sequenza di Hubble si tratta di una galassia ellittica o probabilmente lenticolare, esattamente come la vicina M84, con la quale condivide pure la caratteristica di possedere un gran numero di ammassi globulari.

### Libri
- (EN) Stephen James O'Meara, Deep Sky Companions: The Messier Objects, Cambridge University Press, 1998, ISBN 0-521-55332-6.

### Carte celesti
- Toshimi Taki, Taki's 8.5 Magnitude Star Atlas, su geocities.jp, 2005. URL consultato il 7 novembre 2010 (archiviato dall'url originale il 5 novembre 2018). - Atlante celeste liberamente scaricabile in formato PDF.
- Tirion, Rappaport, Lovi, Uranometria 2000.0 - Volume I - The Northern Hemisphere to -6°, Richmond, Virginia, USA, Willmann-Bell, inc., 1987, ISBN 0-943396-14-X.
- Tirion, Sinnott, Sky Atlas 2000.0 - Second Edition, Cambridge, USA, Cambridge University Press, 1998, ISBN 0-933346-90-5.
- Tirion, The Cambridge Star Atlas 2000.0, 3ª ed., Cambridge, USA, Cambridge University Press, 2001, ISBN 0-521-80084-6.